# ضخامة الأذن
ضَخامة الأُذن أَو القنف (بالإنجليزية: Macrotia)‏ هو اضطراب يُشير إلى ضخامة حجم الأُذن وخاصةً الصيوان، حيثُ يبلغ حجم صيوان الأذن الطبيعي في الإناث بين 58-62 ملم وفي الذكور بين 62-66 ملم.
في بعض الحالات يتم إجراء عملية جراحية (رأب الأذن) لتصغير حجم الأُذن.